# Wishmaster
Wishmaster, Nightwishs tredje album, släpptes 2000. Musikaliskt sätt fortsätter skivan i samma spår som Oceanborn, det vill säga dramatisk symphonic power metal.

## Låtar på albumet
1. "She Is My Sin"
2. "The Kinslayer"
3. "Come Cover Me"
4. "Wanderlust"
5. "Two For Tragedy"
6. "Wishmaster"
7. "Bare Grace Misery"
8. "Crownless"
9. "Deep Silent Complete"
10. "Dead Boy's Poem"
11. "FantasMic"

## Singlar
- The Kinslayer
- Deep Silent Complete